# NGC 6627
NGC 6627 est une galaxie spirale barrée située dans la constellation d'Hercule. Sa vitesse par rapport au fond diffus cosmologique est de 5 146 ± 9 km/s, ce qui correspond à une distance de Hubble de 75,9 ± 5,3 Mpc (∼248 millions d'al). NGC 6627 a été découverte par l'astronome allemand Albert Marth en 1863.
La classe de luminosité de NGC 6627 est II et elle présente une large raie HI.
À ce jour, plus de douzaine de mesures non basées sur le décalage vers le rouge (redshift) donnent une distance de 60,432 ± 23,076 Mpc (∼197 millions d'al), ce qui est à l'intérieur des valeurs de la distance de Hubble. Quatre mesures dont la valeur est dans les environs de 10 Mpc sont à l'origine de l'écart-type très grand de cette échantillon. Si on enlevait ces quatre mesures, on obtiendrait une valeur de 70,171 ± 7,607 Mpc (∼229 millions d'al), une valeur un peu plus cohérente avec la distance de Hubble. Notons cependant que c'est avec la valeur moyenne des mesures indépendantes, lorsqu'elles existent, que la base de données NASA/IPAC calcule le diamètre d'une galaxie, ici 60.4 Mpc, et qu'en conséquence le diamètre de NGC 6627 pourrait être d'environ 35,8 kpc (∼117 000 al) si on utilisait la distance de Hubble pour le calculer.

## Supernova
La supernova SN 1998V a été découverte dans NGC 6627 le 10 mars l'astronome amateur britannique Mark Armstrong. Cette supernova était de type Ia.